# 愛を裁けますか
『愛を裁けますか』（あいをさばけますか）は、毎日放送の制作により、TBS系列の「木曜座」（毎週木曜日22:00 - 22:54）の枠で、1982年（昭和57年）9月2日から同年12月30日まで放送されていたテレビドラマ。全18話。
アーヴィング・ウォーレスによる、わいせつをテーマにした著作『七分間 ポルノグラフィー裁判』（1971年発表）を翻案して制作。ポルノ小説を巡り、起こった裁判の法廷で再会した元恋人同士だった女教師と青年弁護士。この二人の愛のもつれをテーマの一つとして描いた。

## あらすじ
ヒロイン・相馬睦子は会津若松の高校に勤める日本史の教師。9歳の娘・由美がいるシングルマザーでもあり、睦子の継母・しのぶに助けられながら暮らしていた。ある日、作者不詳のポルノ小説『七分間』が発売され、睦子の地元でも評判となる。しかし後日、『七分間』はわいせつ図書として回収され、発行元の東栄堂も摘発を受け、銀行取引停止の制裁も受けた。東栄堂の社長は弁護士の村上恭助に弁護を依頼。恭助は妻の父・辻村栄一郎からの「この裁判から手を退け」という言葉も断り、これをきっかけとして『七分間』を巡る裁判が始まる。しかし、この『七分間』の作者が実は睦子の亡き父親で、作中に登場する娼婦のモデルは睦子の別れた実母・和恵ではないか、という問題がマスコミに送られた投書をきっかけに起こり、睦子は学校内で風当たりが強くなっていく。だが、この投書は政財界の黒幕・大武一徳の陰の指図によるものだった。大武一徳の息子・吾郎は睦子の教え子でもあったが、吾郎は父から『七分間』裁判に証人として検察側に立つように言われる。検察側でも、検事の望月らが『七分間』のわいせつ性を確固たるものとして、この裁判での勝利を目指していた。そしてついに睦子も、ラストチャンスと思いを決めて法廷の証言台に立つことになった。そしてその法廷で、東栄堂側の担当弁護士となっていた元恋人の恭助と再会する…。

## キャスト
- 相馬睦子：山本陽子
- 村上恭助：滝田栄
- 村上ひとみ：山口いづみ
- 大武吾郎：沖田浩之
- 和恵：加藤治子 - 東京・銀座のクラブ「エトランゼ」のママで、睦子の実母
- 大武一徳：三國連太郎
- ミキ：石田えり
- 井沢（東栄堂社長）：森本レオ
- 辻村栄一郎：根上淳 - 恭助の妻・ひとみの父
- 望月検事：石橋蓮司
- 今井彦治：下條正巳 - かつて「七分間」の原稿を東栄堂に持ち込んだ人物
- 坂口文部大臣：中村伸郎
- 兼子：阿部寿美子
- 相馬しのぶ：風見章子 - 睦子の継母
- 相馬由美：川瀬香織 - 睦子の娘

ゲスト
- 岡村：藤岡大樹 - 過激派学生グループ首謀者（第9話）
- 高志：池田光隆 - 過激派学生グループ首謀者（第9話）
- トキ子：岡雅子（第13話）
- 北村（評論家）：鈴木瑞穂（第16話）

## スタッフ
- 原作：アーヴィング・ウォーレス
- 脚本：石松愛弘（全話担当）
- 演出：池田徹朗、鈴木晴之
- 制作：松竹芸能、毎日放送

## サブタイトル
| 話数 | 放送日         | サブタイトル         | 演出     |
| ---- | -------------- | -------------------- | -------- |
| 1    | 1982年9月2日   | （サブタイトル無し） | 池田徹朗 |
| 2    | 1982年9月9日   | （〃）               | 池田徹朗 |
| 3    | 1982年9月16日  | （〃）               | 池田徹朗 |
| 4    | 1982年9月23日  | （〃）               | 池田徹朗 |
| 5    | 1982年9月30日  | （〃）               | 池田徹朗 |
| 6    | 1982年10月7日  | （〃）               | 池田徹朗 |
| 7    | 1982年10月14日 | 証言台の女           | 池田徹朗 |
| 8    | 1982年10月21日 | スキャンダル!        | 池田徹朗 |
| 9    | 1982年10月28日 | 激情・父が憎い!      | 池田徹朗 |
| 10   | 1982年11月4日  | 犯された過去!        | 鈴木晴之 |
| 11   | 1982年11月11日 | 私を証言台に!        | 鈴木晴之 |
| 12   | 1982年11月18日 | 証人が殺された       | 池田徹朗 |
| 13   | 1982年11月25日 | 娘が誘拐された!      | 鈴木晴之 |
| 14   | 1982年12月2日  | あばかれた法廷!      | 鈴木晴之 |
| 15   | 1982年12月9日  | 仕組まれた罠!        | 鈴木晴之 |
| 16   | 1982年12月16日 | 疑惑                 | 鈴木晴之 |
| 17   | 1982年12月23日 | 逆転!                | 鈴木晴之 |
| 18   | 1982年12月30日 | それぞれの愛         | 池田徹朗 |